# Partido Popular Italiano (1994)
El Partido Popular Italiano (Partito Popolare Italiano) (PPI) fue un partido político italiano democristiano. El PPI fue miembro del Partido Popular Europeo.

## Historia
El partido surgió como el sucesor de la Democracia Cristiana (DC) en enero de 1994. El primer secretario del partido fue Mino Martinazzoli, sustituido por Rocco Buttiglione en junio, después de que el partido fuera derrotado en las elecciones generales de 1994, obteniendo sólo el 11,1% de los votos, dentro de la alianza Pacto por Italia. El PPI perdió más de 250 diputados y senadores respecto a DC, y muchos sus miembros lo abandonaron poco después de tomar posesión de sus cargos.
En el congreso que eligió a Buttiglione como líder, en julio de 1994, se enfrentaron dos corrientes, una partidaria a unirse a la coalición liderada por Silvio Berlusconi, y otra partidaria de unirse a la coalición de centro-izquierda. Buttiglione venció con el 56% de los votos frente a Nicola Mancino, candidato progresista y jefe del partido en el senado. Pese a la victoria de las corriente favorable a la coalición de centro-derecha, la entrada en la escena política del Romano Prodi reavivó de nuevo las discusiones en el seno del PPI. La crisis llegó a su punto álgido cuando el Congreso Nacional destituye a Buttiglione como secretario general tras haber anunciado su apoyo a Forza Italia, sustituyéndole por Gerardo Bianco como nuevo líder. Sin embargo, Buttiglione se niega a dimitir, y una sentencia judicial le mantiene en el puesto pero con la obligación de seguir la política fijada por el Congreso Nacional.
En las elecciones regionales del 1995 el partido llega dividido, presentado dos listas: Buttiglione presenta una lista junto a Forza Italia; mientras, Bianco presenta una lista bajo el nombre de Popolari y en algunas regiones aliado con el Pacto de los Demócratas.
Finalmente ese año, siendo esta situación insostenible y con el rechazo del Consejo Nacional del partido a la propuesta de Buttiglione de unirse a la coalición de centro-derecha el Polo de las Libertades (compuesto por Forza Italia, la Alianza Nacional y el Centro Cristiano Democrático), este junto con Roberto Formigoni y Rotondi Gianfranco formaron el Cristianos Democráticos Unidos, dejando a la PPI en manos de las facciones más a la izquierda de la antigua DC.
En las elecciones generales de 1996 el partido formó una lista (Populares por Prodi) con Unión Democrática, el Partido Republicano Italiano y Partido Popular Sudtirolés. La lista fue parte de la coalición El Olivo y obtuvo un 6,8% de los votos. El PPI logró 68 diputados y 32 senadores, y estuvo representando en el primer gobierno de Romano Prodi por tres ministros: Beniamino Andreatta fue ministro de Defensa, Rosy Bindi Ministro de Salud y Michele Pinto Ministro de Agricultura.
En las elecciones al Parlamento Europeo de 1999 el partido vio mermado su apoyo por la competencia de Los Demócratas (DEM), partido centrista y socioliberal impulsado por Romano Prodi: el PPI obtuvo sólo el 4,3% de los votos, mientras que Los Demócratas obtuvieron el 7,7%.
Para las elecciones generales de 2001 el PPI formó una alianza electoral con Los Demócratas, la Unión de Demócratas para Europa (UDEUR) y Renovación Italiana (RI) de Lamberto Dini. La alianza obtuvo el 14,5% de los votos. En enero de 2002, el partido finalmente optó por fusionarse en el nuevo partido centrista junto a Los Demócratas y Renovación Italiana en Democracia es Libertad-La Margarita. El PPI se transformó en un think tank: Los Populares ("I Popolari"). En octubre de 2007, la Democracia es Libertad-La Margarita se integró en el Partido Democrático, en el que los populares se convirtió en una corriente interna.

## Secretarios
- Mino Martinazzoli (erero 1994 - marzo de 1994)
- Rosa Russo Jervolino (presidente del comité interino, abril de 1994 - julio de 1994)
- Rocco Buttiglione (julio de 1994 - julio de 1995)
- Gerardo Bianco (julio de 1995 - enero de 1997)
- Franco Marini (enero de 1997 - octubre de 1999)
- Pierluigi Castagnetti (octubre de 1999 - marzo de 2002)

## Congresos
- I Congreso - Roma, 27-29 de julio de 1994
- II Congreso - Roma, 29 de junio - 1 de julio de 1995
- III Congreso - Roma, 9-12 de enero de 1997
- IV Congreso (extraordinario) - Rimini, 30 de septiembre - 2 de octubre de 1999
- V Congreso - Roma, 8-10 de marzo de 2002

## Resultados electorales

### Elecciones legislativas
| Cámara de Diputados |                |       |         |      |                   |                                  |                       |
| Año electoral       | Votos          | %     | Escaños | +/–  | Líder             | Nota                             | Gobierno              |
| 1994                | 4.287.172 (#4) | 11,07 | 33/630  | 173a | Mino Martinazzoli | Como parte del Pacto por Italia. | Oposición (1994-1995) |
| 1994                | 4.287.172 (#4) | 11,07 | 33/630  | 173a | Mino Martinazzoli | Como parte del Pacto por Italia. | Gobierno (1995-1996)  |
| 1996                | 2.554.072 (#6) | 6,81  | 65/630  | 32   | Franco Marini     | Como parte de El Olivo.          | Gobierno              |

| Senado de la República |                 |       |         |     |                   |                                  |
| Año electoral          | Votos           | %     | Escaños | +/– | Líder             | Nota                             |
| 1994                   | 5.519.090 (#3)  | 16,69 | 31/315  | 76  | Mino Martinazzoli | Como parte del Pacto por Italia. |
| 1996                   | 13.434.607 (#1) | 41,18 | 27/315  | 4   | Franco Marini     | Como parte de El Olivo.          |

a Respecto al resultado de Democracia Cristiana en 1992.